# I Am Become Death (episodio de Los 100)
I Am Become Death es el décimo episodio de la primera temporada de la serie de televisión estadounidense de ciencia ficción y drama Los 100. El episodio fue escrito por T.J. Brady y Rasheed Newson y dirigido por Omar Madha. Fue estrenado el 21 de mayo de 2014 en Estados Unidos por la cadena The CW.
Murphy vuelve al campamento y afirma haber sido mantenido cautivo y torturado por los terrícolas. Mientras Clarke y Bellamy tienen opiniones muy diferentes sobre cómo manejar su regreso, los chicos comienzan a enfermarse debido un misterioso virus ataca el campamento obligando a muchos a estar en cuarentena, incluidos Clarke y Bellamy. Clarke envía a Octavia a encontrar Lincoln para que le de una cura, sin embargo, vuelve con una seria advertencia para los cien, ya que los terrícolas los han diezmado para atacar el campamento. Raven arriesga su vida para retrasar el ataque de los terrícolas pero cae enferma en el camino, Finn y Jasper acuden en su ayuda y Jasper hace un movimiento heroico.

## Elenco
- Eliza Taylor como Clarke Griffin.
- Paige Turco como la concejal Abigail Griffin.
- Thomas McDonell como Finn Collins.
- Marie Avgeropoulos como Octavia Blake.
- Bob Morley como Bellamy Blake.
- Christopher Larkin como Monty Green.
- Devon Bostick como Jasper.
- Isaiah Washington como el canciller Thelonious Jaha.
- Henry Ian Cusick como el concejal Marcus Kane.

## Recepción
En Estados Unidos, I Am Become Death fue visto por 1.46 millones de espectadores, recibiendo 0.5 millones de espectadores entre los 18 y 49 años, de acuerdo con Nielsen Media Research.